# 2978 Roudebush
A 2978 Roudebush (ideiglenes jelöléssel 1978 SR) a Naprendszer kisbolygóövében található aszteroida. A Harvard Obszervatórium csillagászai fedezték fel 1978. szeptember 26-án.